# Ноториус
«Ноториус» (англ. Notorious) — музыкальный байопик о жизни американского рэпера The Notorious B.I.G.. Режиссёром выступил Джордж Тиллман-младший, а главную роль исполнил Джамал Вулард.
Фильм вышел в прокат 16 января 2009 года.
Актёр Джамал Вулард напряжённо готовился к своей роли на протяжении многих месяцев, слушая и запоминая наизусть песни Notorious B.I.G., набирая вес и беря уроки вокала в известной художественной школе Juilliard School, находящейся в Нью-Йорке.
Кристофера Уоллеса в детские годы сыграл Кристофер Джордан Уоллес, его одиннадцатилетний на тот момент сын от брака с американской певицей и актрисой Фэйт Эванс.
Мать Кристофера Уоллеса Волетта выступила одним из продюсеров фильма.

## Сюжет
В фильме рассказывается история жизни и смерти Кристофера Уоллеса, наиболее известного под псевдонимом Notorious B.I.G., бруклинского рэпера, добившегося ошеломляющих успехов в музыке и убитого в возрасте 24 лет в 1997 году в Лос-Анджелесе.
Фильм начинается того, 9 марта 1997 года в Лос-Анджелесе The Notorious B.I.G. выходит с вечеринки. Затем зрителей погружают в детство The Notorious B.I.G. в Бруклине, штат Нью-Йорк, где он жил со своей матерью и проводил время с «D-Roc» and Lil' Cease.
В подростковом возрасте Кристофер начал торговать наркотикам. Когда его девушка, Джен Джексон, сообщает ему, что беременна, он ещё больше погружается в торговлю наркотиками, чтобы заработать деньги для будущей семьи. После того, как его мать обнаружила наркотики под его кроватью, она выгоняет его из дома.
Криса поймали с оружием и наркотиками, и он отсидел девять месяцев в тюрьме. Кристофер начинает встречаться с Ким Джонс, но их отношения быстро заканчиваются. Примирившись с матерью и посетив свою новорожденную дочь Тьянну, он записывает демо под названием «Biggie Smalls», которое привлекает внимание Паффа, амбициозного продюсера, работающего на Uptown Records. Паффи обещает ему контракт на запись, но позже Паффи сообщает Кристоферу, что его уволили. Вскоре после этого он и D-Roc вновь арестованы за хранение оружия, но D-Roc берет вину на себя, чтобы дать Кристоферу шанс продолжить музыкальную карьеру.
Кристофер впадает в депрессию, когда узнает, что у его матери диагностировали рак груди, но приободряется, когда Паффи подписывает с ним контракт на недавно созданном собственном лейбле звукозаписи Bad Boy. Кристофер записывает свой дебютный альбом Ready to Die. На фотосессии Bad Boy Кристофер знакомится с R&B певицей Фейт Эванс. Пара начинает отношения и женится 9 августа 1994 года. На тот момент, они были знакомы всего восемь дней. Фейт ловит его на измене и расстаётся с ним. Позже пара примирилась, но напряжение продолжало расти.
The Notorious B.I.G. встречает Тупака Шакура на вечеринке, посвященной выпуску альбома «Ready to Die». Затем в Тупака стреляют пять раз в Quad Studios. В этом Тупак обвиняет The Notorious B.I.G. На церемонии вручения наград The Source Awards в 1995 году Шуг Найт произносит речь, оскорбляющую записи Bad Boy Records.
После ссоры между двумя рэперами разногласия перерастают в сильный конфликт, который подхватывают средства массовой информации, чтобы извлечь выгоду из нарастающего напряжения и еще больше разжечь пламя «соперничества между Восточным и Западным побережьем». На церемонии вручения награды «Soul Train Music Awards» в Лос-Анджелесе в 1996 году The Notorious B.I.G. получает звонки по телефону с смертельными угрозами.
The Notorious B.I.G. выпускает песню под названием «Who Shot Ya ?», которую фанаты Тупака истолковали как дисс, насмешку над его ограблением/стрельбой в Манхэттене, Нью-Йорк. Кристофер и Паффи утверждают, что «Who Shot Ya?» была записана до того, как Тупак был ранен. В ответ Тупак выпускает песню «Hit 'Em Up», где он оскорбляет The Notorious B.I.G., Паффи и всё окружение Bad Boy.Тупак также утверждает, что у него был секс с Фейт. Увидев в журнале фотографию Тупака и Фейт вместе, The Notorious обвиняет Фейт в неверности, но она настаивает, что между ней и Тупаком ничего не было.
Кристофер и Фейт пытаются примириться после того, как она сообщает ему, что беременна (Си Джей Уоллес, 29 октября 1996). Соперничество между Восточным и Западным побережьями продолжает усиливаться. На концерте в Сакраменто, Калифорния, The Notorious B.I.G. освистывают. После этого он исполняет «Who Shot Ya?».
Соперничество между The Notorious B.I.G. и Тупаком продолжается до тех пор, пока Тупак не будет убит в Лас-Вегасе, штат Невада. Волетта говорит Кристоферу, что Тупак, вероятно, был убит в результате их вражды, что потрясает его.
Кристофер и D-Roc возобновляют свою дружбу после того, как D-Roc выходит из тюрьмы, и Кристофер признается ему, что хочет выйти из рэп-игры. Однако Кристофер решает поехать в Лос-Анджелес, чтобы продвигать свой предстоящий альбом Life After Death, взяв с собой D-Roc и Lil' Cease, а также Паффа и Фейт. Находясь в Лос-Анджелесе, Кристофер получает все больше угроз с расправой. Позвонив Лил Ким, чтобы извиниться и договориться о встрече с ней, он покидает вечеринку. Фильм возвращается к первой сцене, где The Notorious B.I.G. убивает неизвестный.
Его похороны состоялись через несколько дней, на которых друзья и коллеги скорбят вместе с тысячами поклонников, которые выстраиваются на улицах, чтобы отдать дань уважения. В эпилоге Волетта размышляет о жизни сына, заявляя, что, хотя ей больно, что его забрали раньше времени, она находит покой в том, что он осуществил свою мечту и оставил неизгладимый след. Один из участников толпы включает портативную колонку, в который играет песня The Notorious «Hypnotize», и толпа танцует, когда гроб The Notorious B.I.G. везут по улицам города.

## Производство
До того, как Джордж Тиллман-младший подписал контракт на режиссуру, изначально был назначен режиссёром Антуан Фукуа. Фильм снимался на киностудии Fox Searchlight Pictures. Продюсерами являются Шон Комбс, Волетта Уоллес и бывшие менеджеры The Notorious B.I.G. Уэйн Барроу и Марк Питтс.

## В ролях
| Актёр                    | Роль                                    |
| ------------------------ | --------------------------------------- |
| Джамал Вулард            | Кристофер Уоллес / The Notorious B.I.G. |
| Анджела Бассетт          | Волетта Уоллес                          |
| Дэннис Ла Уайт           | Дэмион                                  |
| Дерек Люк                | Шон «Паффи» Коумз                       |
| Энтони Маки              | Тупак Шакур                             |
| Антоник Смит             | Фэйт Эванс                              |
| Нэтари Наутон            | Lil’ Kim                                |
| Кевин Филлипс            | Марк Питтс                              |
| Марк Джон Джеффрис       | Lil’ Cease                              |
| Кристофер Уоллес-младший | Кристофер в возрасте 8-13 лет           |
| Джулия Пейс-Митчелл      | Джен                                    |
| Онжаню Эллис             | Сэнди                                   |
| Шон Рейнгголд            | Шуг Найт                                |
| Джон Вентимилья          | детектив Фарелли                        |